# Bordeaux (album)
Bordeaux – dziewiąty album studyjny, zaś pierwszy album koncepcyjny zespołu Closterkeller. Wydawnictwo ukazało się 16 września 2011 roku nakładem wytwórni muzycznej Universal Music Polska. Nagrania zadebiutowały na 11. miejscu zestawienia OLiS.

## Lista utworów
1. "Pora iść już drogi mój" – 5:05
2. "Fala" – 5:28
3. "Bordeaux" – 4:12
4. "Alarm" – 5:21
5. "Abracadabra" – 5:21
6. "Pryzmat" – 6:21
7. "Tyziphone" – 7:13
8. "Halo Ziemia!" – 4:42
9. "Bez odwrotu" – 6:01
10. "Miodowy kwadrans" – 3:38
11. "Kręgi czerwone" – 7:17
12. "Serce" – 6:46
13. "Jak łzy w deszczu" – 5:23